# Харківське конструкторське бюро з машинобудування
Харківське конструкторське бюро з машинобудування імені O. O. Морозова (скорочено ХКБМ) — радянське та українське конструкторське бюро, що спеціалізується на розробці броньованої техніки. Назване на честь видатного конструктора Олександра Морозова, який очолював бюро з 1940 до 1976 року.
Засноване 1927 року як танкова конструкторська група Харківського паровозного заводу (ХПЗ), з 1941 до 1951 перебувало в евакуації в Нижньому Тагілі, а 1966 року стало окремим підприємством з чинною досі назвою. Після відокремлення КБ продовжило тісну співпрацю з двигунобудівним бюро ХКБД і заводом імені В. О. Малишева (ХЗТМ), який виготовляв практично всю техніку, розроблену на ХКБМ.
Бюро створило широковідомі танки БТ, Т-34 й Т-54 та революційний Т-64, який заклав основу для всього подальшого танкобудування СРСР, України та Росії. Після розпаду СРСР бюро продовжило розробку техніки в незалежній Україні, створивши БМ «Булат», Т-84 «Оплот» і «Оплот-М», а також почало займатись і колісною технікою, розробивши власні бронетранспортери БТР-3 та БТР-4. Розроблені ХКБМ Т-64 досі складають основу танкового парку Збройних сил України.
Бюро започаткувало танкобудування в Україні, створивши власну науково-конструкторську школу. Воно було одним із кількох основних танкових конструкторських центрів СРСР, а до російського вторгнення 2022 року забезпечувало Україні статус однієї з небагатьох держав, що можуть розробляти та виготовляти власні танки.

## Назви та підпорядкування
З 1927 до 1941 року конструкторське бюро перебувало в складі Харківського паровозного заводу № 183 (ХПЗ).
- 1927—1930: танкова конструкторська група ХПЗ.[1]
- 1930—1936: КБ Т2К.[2]
- 1936—1939: кілька бюро: КБ-190, КБ-35, з 1937 ще також КБ-24.[2]
- 1939—1941: відділ 520 або КБ-520.[3]

З 1941 до 1951 КБ перебувало в складі Уральського танкового заводу № 183 (пізніше — Уралвагонзавод) в Нижньому Тагілі, який отримав свій номер від колишнього ХПЗ, евакуйованого 1941 року.
- 1941—1951: відділ 520 або КБ-520.[3] Після повернення КБ до Харкова цей номер залишився за КБ Уралвагонзавода (УКБТМ).[4]

З 1951 до кінця 1965 року КБ перебувало в складі відродженого в Харкові заводу № 75 (пізніше — Харківський завод транспортного машинобудування (ХЗТМ) або Завод імені В. О. Малишева)
- 1951—1965: відділ 60 або КБ-60М.[5]

З початку 1966 виокремлене в окреме підприємство.
- 1966—1979: Харківське конструкторське бюро з машинобудування, скорочено ХКБМ.[6]
- з 1979: Харківське конструкторське бюро з машинобудування імені О. О. Морозова.[6]

Сучасні назви:
- До 27 січня 2013: Казенне підприємство «Харківське конструкторське бюро з машинобудування імені O. O. Морозова», скорочено КП «ХКБМ».[7]
- З 27 січня 2013: Державне підприємство «Харківське конструкторське бюро з машинобудування імені O. O. Морозова», скорочено ДП «ХКБМ».[7][8]
- Англомовна назва: Kharkiv Morozov Machine Building Design Bureau, скорочено KMDB.[9]

## В СРСР

### Перші розробки

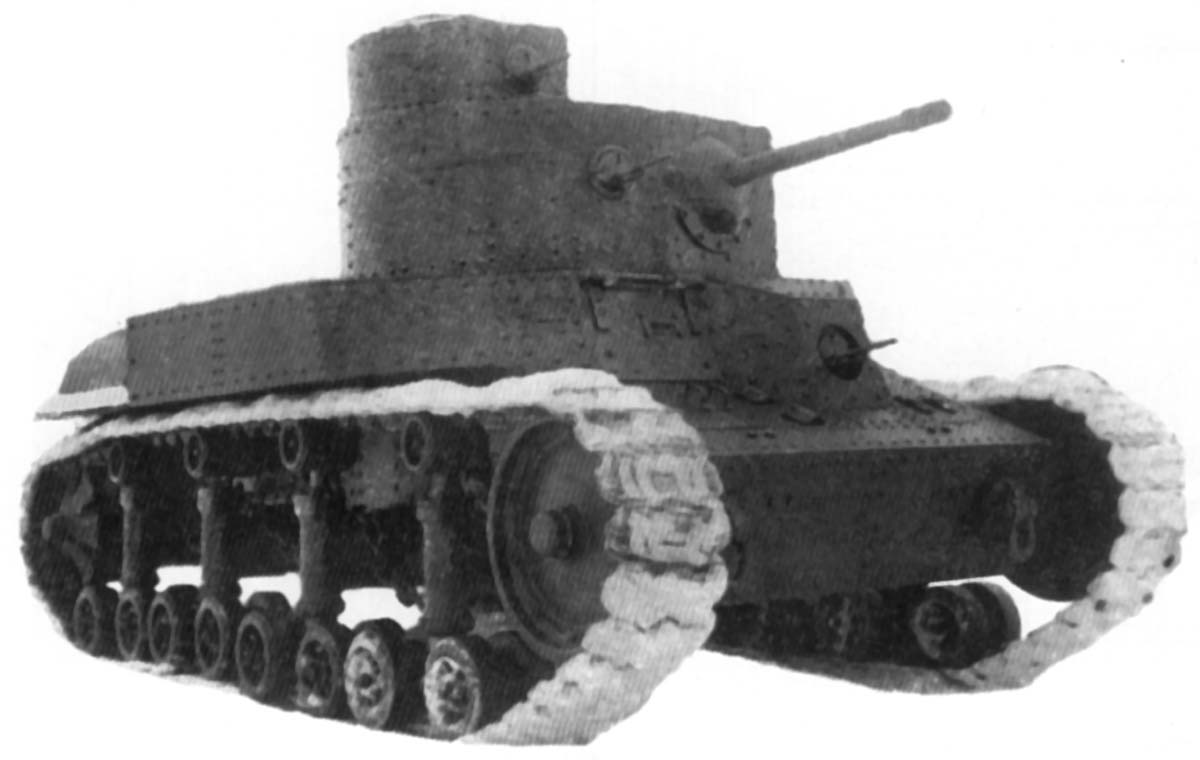
Т-24 (1931)

У Російській імперії не існувало власної танкової промисловості, крім кількох дослідних зразків, тому на початку свого існування СРСР теж не мав такого виробництва. Перший радянський танк «Російський Рено» на базі французького FT-17 виготовив завод «Червоне Сормово» 1920 року. У першій половині 1920-х років Харківський паровозобудівний завод (ХПЗ) лише займався ремонтом захоплених у білогвардійців британських танків Mark V, Mark A та французьких FT. Утім, танків було мало, а більшість із них виявилися несправними або не озброєними.
Розуміючи потребу у військовій техніці, 1924 року Головне управління військової промисловості створило в Москві танкове бюро — Головне конструкторське бюро Гарматно-арсенального тресту (ГКБ ГАТ; рос. Главное конструкторское бюро Орудийно-арсенального треста, ГКБ ОАТ). Його завданням стало проєктування бойових гусеничних машин, але власної виробничої бази КБ не мало. Низці заводів, зокрема ХПЗ, доручили розробку танків. Виробництво трактора «Комунар», організоване ХПЗ 1923 року, сприяло розвитку металургії та зварювальних технологій на підприємстві, підвищенню кваліфікації робітників та інженерів.
Історія танкового КБ починається в грудні 1927 року, коли з конструкторів тракторного виробництва створили спеціальний колектив — танкову конструкторську групу, яку очолив молодий інженер Іван Алексенко.
Першою розробкою конструкторської групи в складі 18 осіб був «маневровий» танк Т-12, створений у співпраці з ГКБ ГАТ. Компонування танка було взято від американських M1921 та M1922. Замовлення надійшло восени 1928 року, державні випробування танк пройшов у лютому 1930 року, за їх результатом вирішили створити нову машину, легшу та з потужнішим двигуном. Цей новий танк, названий Т-24, став першою самостійною розробкою конструкторського бюро. Значну роль у проєктуванні танка брали професор Володимир Заславський і конструктор авіамоторів Олександр Микулін. У жовтні 1928 до колективу приєднався технік із креслення Олександр Морозов.
Упродовж 1930—1931 років зібрали 25 одиниць, але танк визнали ненадійним і зупинили розгортання його виробництва. Крім погано налаштованого процесу на заводі, причиною недостатньо високих якостей танка була його розробка нашвидкуруч. Для створення танка були необхідні кропітка праця, науковий підхід, теоретичні знання та практичний досвід експлуатації бронемашин, яких на той момент не було. Також заводи заповнювали малокваліфікованими кадрами, що накладалось на погане економічне планування та проблеми з постачанням складників з інших заводів.
1931 року на ХПЗ ввели в дію спеціальний корпус Т2 для виготовлення танків і самостійне конструкторське бюро Т2К (скорочено КБ Т2К), очільником якого став Алексенко. Однак, у грудні того року всі роботи з Т-24 зупинили на користь танків БТ, а конструкторську групу розформували. Алексенко, не згодний із цим рішенням, звільнився та перейшов до ОКМО.

### Танки БТ

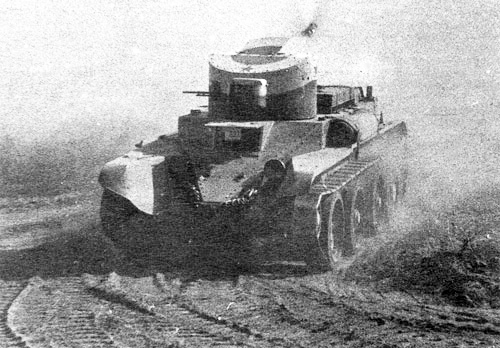
БТ-2 з кулеметним озброєнням

1930 року ХПЗ отримав відповідальне завдання на створення та постачання швидкісних танків (рос. быстроходный танк, БТ) на основі закуплених Управлінням з механізації та моторизації РСЧА (УММ) в американського винахідника Джона Волтера Крісті колісно-гусеничних танків M1931, разом з якими отримали технічну документацію та дозвіл на виробництво. У світовому танкобудуванні 1930-ті роки були періодом пошуку рішень для танків, тоді виникла й тенденція до створення швидкісних колісно-гусеничних танків.

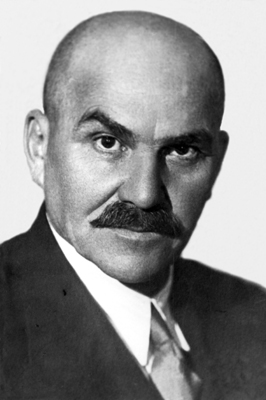
Опанас Фірсов

Проєктом керував приряджений з УММ військовий інженер Микола Тоскін. До кінця 1931 року завод виготовив три дослідні машини БТ-2 на його основі. Конструктори підприємства також спроєктували двигун для цього танка. Створення танка вийшло за визначені рамки та перетворилось на процес створення нової машини з іншим компонуванням. Тоскіна відкликали на основне місце роботи, а керівником танкового КБ Т2К із грудня 1931 став Опанас Фірсов, який був талановитим інженером і компетентним керівником. Він здобув освіту в Швейцарії за імперських часів, з 1930 працював на «Російському дизелі» і невдовзі був засуджений за «шкідництво» на 5 років, однак у серпні 1931 покарання замінили на відрядження до ХПЗ.
Роботи з покращення БТ-2 під керівництвом Фірсова призвели до створення цілої серії танків БТ, включно з БТ-5, БТ-7, та дослідними зразками на їх основі, танками з ракетним і хімічним озброєнням тощо. Всього створили понад 50 типів машин різного призначення.
У другій половині 1936 року ХПЗ перейменували на завод № 183, а танкове конструкторське бюро отримало індекс КБ-190. Влітку 1936 року Фірсова зняли з посади керівника нібито через проблеми з трансмісією та понизили до звичайного конструктора, на цій посаді він продовжив активне покращення машини. Справжньою причиною виходу системи з ладу були недостатня кваліфікація механіків-водіїв і захоплення «танковими стрибками». На заміну Фірсову в грудні 1936 особисто Григорій Орджонікідзе призначив Михайла Кошкіна, який займався створенням танка з протиснарядним захистом в ОКМО та проявив там гарні здібності.
Ядро КБ складалось з авторитетних конструкторів: Михайло Таршинов (корпус), Яків Баран і В. Г. Матюхін (ходова та трансмісія), Олексій Малоштанов і М. А. Набутовський (башта). Двигунобудівники під керівництвом Костянтина Челпана займались дизельним танковим двигуном. Крім БТ, завод виготовляв невелику кількість важких танків Т-35, спроєктованих ОКМО. Для цього на заводі організували КБ-35 під керівництвом Йосипа Бера.
Упродовж 1936—1938 років ХПЗ, як і багато інших заводів, зазнавав тяжких репресій через сталінський курс на боротьбу проти «ворогів народу». Радянські спецслужби знищили значну кількість висококваліфікованих фахівців заводу та танкового КБ. Наприкінці 1936 року заарештували заступника начальника відділу Т-2 К. І. Цереквіцького, на початку 1937 до НКВС потрапили начальник механічного цеху В. Е. Клодт та начальник танкового цеху Л. І. Зайчик. 14 березня 1937 заарештували Опанаса Фірсова та Костянтина Челпана з абсурдними звинуваченнями: першого звинуватили в «приналежності до контрреволюційної шкідницької організації на заводі № 183», другого — в «зриві урядового завдання з виробництва дизель-моторів і навмисної організації дефектів дизелів». Більшість з заарештованих розстріляли, в тому числі Фірсова та Челпана, та посмертно реабілітували в 1950-ті роки.
Під керівництвом Кошкіна продовжувався розвиток серії БТ. Перед арештом Фірсов встиг увести його в справи розробки. Замість використання традиційних на той час авіаційних бензинових двигунів, на БТ-7 встановили дизельний двигун В-2. Машина отримала позначення БТ-7М і стала одним із перших серійних танків з дизельним двигуном. БТ-7 отримав простішу та надійнішу трансмісію за пропозицією конструкторської групи на чолі з Морозовим, що підвищило авторитет молодого конструктора. Надалі боротьба за конструкцію стала одним із головних принципів роботи КБ. Також було розроблено «артилерійський танк» БТ-7А з 76-мм гарматою, який випускався на заводі в невеликій кількості.
Танки серії БТ стали початком розвитку української (харківської) школи танкобудування, зокрема, завдяки здібностям Опанаса Фірсова. Його учнем, у тому числі був і сам Олександр Морозов. До 1980-х років Фірсова не згадували в радянських джерелах, як і творця танкового дизеля Челпана — допоки 6 листопада 1988 року в газеті «Правда» не вийшла стаття Лариси Васильєвої, дочки Миколи Кучеренка, під назвою «Без них не можна», де розкрито обставини створення Т-34 та пригадано осіб, які були відсутні в радянській історіографії. Кучеренко залишив такі спогади про Фірсова: «З нього все починалось. Без нього нічого б не було».

### Створення Т-34

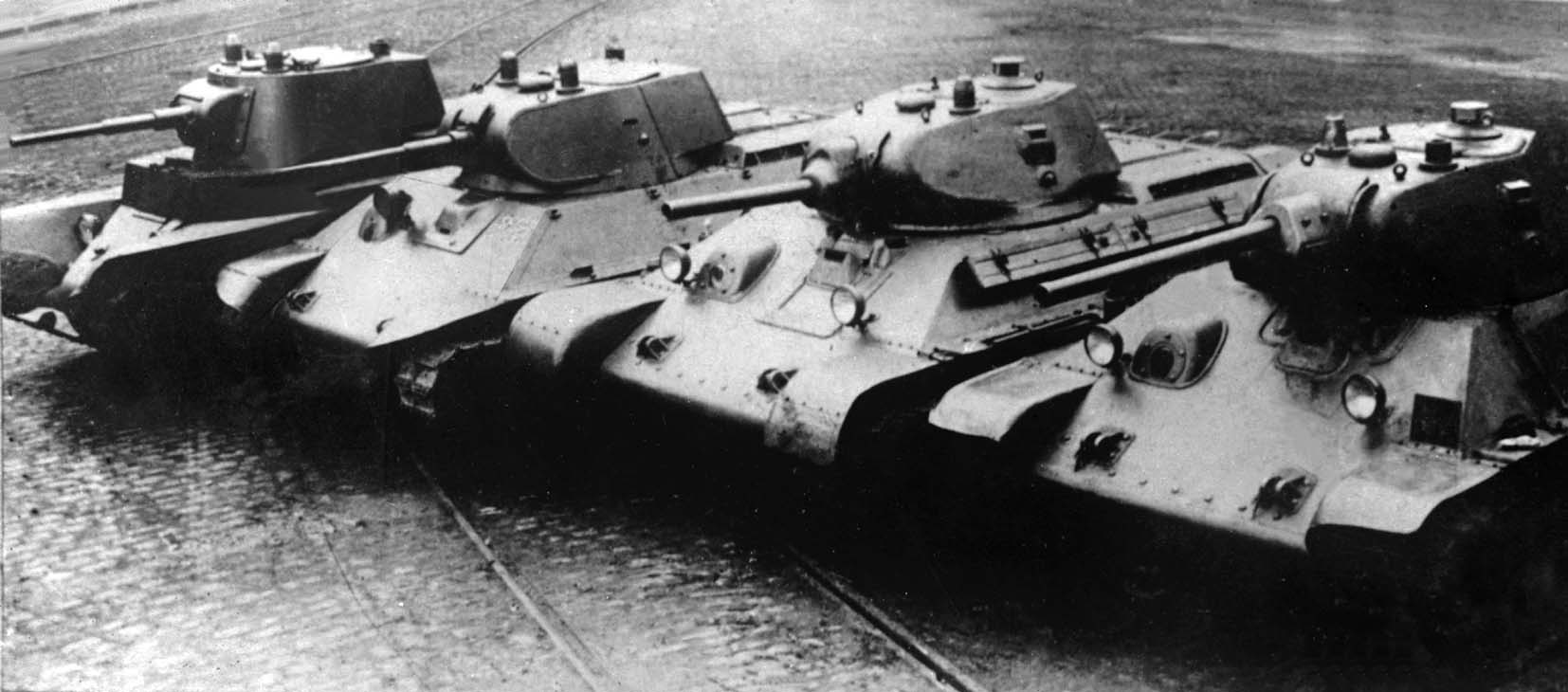
Зліва направо: БТ-7М, А-20, Т-34 зр. 1939 та 1941 років

Негативний досвід застосування Т-26 і БТ-5 під час Громадянської війни в Іспанії (1936—1939) показав, що танки потребували протиснарядного бронювання за високих вогневих і маневрових якостей. У жовтні 1937 року завод отримав завдання на створення нового колісно-гусеничного танка. Кошкін створив окреме КБ-24 для цього, куди особисто добирав конструкторів з КБ-190 і КБ-35 на добровольчих засадах і долучився сам. Чисельність нового КБ склала 21 особу. КБ-190 під керівництвом Миколи Кучеренка продовжило роботу над БТ-7. Менше як за рік КБ-24 створило танк А-20 відповідно до вимог замовника, Автобронетанкового управління РСЧА (АБТУ).
Танк відрізнявся новою формою корпусу з бронелистами, розташованими під кутом, яка стала стандартною в танкобудуванні. Подібні роботи проводили раніше ентузіасти Харківського танкоремонтного заводу № 38, які створили на основі БТ-5 танк БТ-ІС під керівництвом Миколи Циганова. ХПЗ отримав від АБТУ технічне завдання з доведення БТ-7 до рівня БТ-ІС (БТ-СВ), але з низки причин ці роботи не було здійснено. За спогадами танкобудівників, такі рішення разом із дизельним двигуном В-2 і довгоствольною 76-мм гарматою Опанас Фірсов опрацьовував у ескізах ще 1935 року.
Поряд з А-20 також створювався «ініціативний танк» А-32 (Т-32), який мав звичайний гусеничний хід, завдяки якому вдалось посилити бронезахист і встановити 76-мм гармату. Кошкін вважав однаково важливими рухливість, вогневу потужність і бронювання, а також вважав за необхідне зробити танк якомога простішим і дешевшим. Його підтримував і Морозов, який запропонував встановити 76-мм гармату. Цей проєкт не відповідав тогочасним уявленням про поділ танків на легкі, середні та важкі, поєднуючи переваги всіх трьох типів.
У серпні 1938 року на Головній військовій раді Кошкін зміг домогтись дозволу на виконання Т-32 в металі. До середини 1939 року виготовили дослідні зразки А-20 та Т-32 й представили їх державній комісії для випробування. На той момент жодному з них не віддали перевагу, комісія високо оцінила обидві машини. Однак вторгнення СРСР у Фінляндію показало, що тільки гусеничні машини забезпечують достатню рухливість у пересіченій місцевості. Випробування 1939 року визначили необхідність допрацювати бронезахист і озброєння А-32, що було зроблено в найкоротші терміни. Допрацьований танк було названо Т-34.
1939 року через значний обсяг креслярських і конструкторських робіт над Т-32/Т-34, а також припинення випуску Т-35, конструкторські бюро КБ-24, КБ-35 та КБ-190 було зведено в об'єднаний «відділ 520» або КБ-520. Його керівником став Михайло Кошкін, начальником КБ і заступником головного конструктора — Олександр Морозов, заступником начальника — Микола Кучеренко.

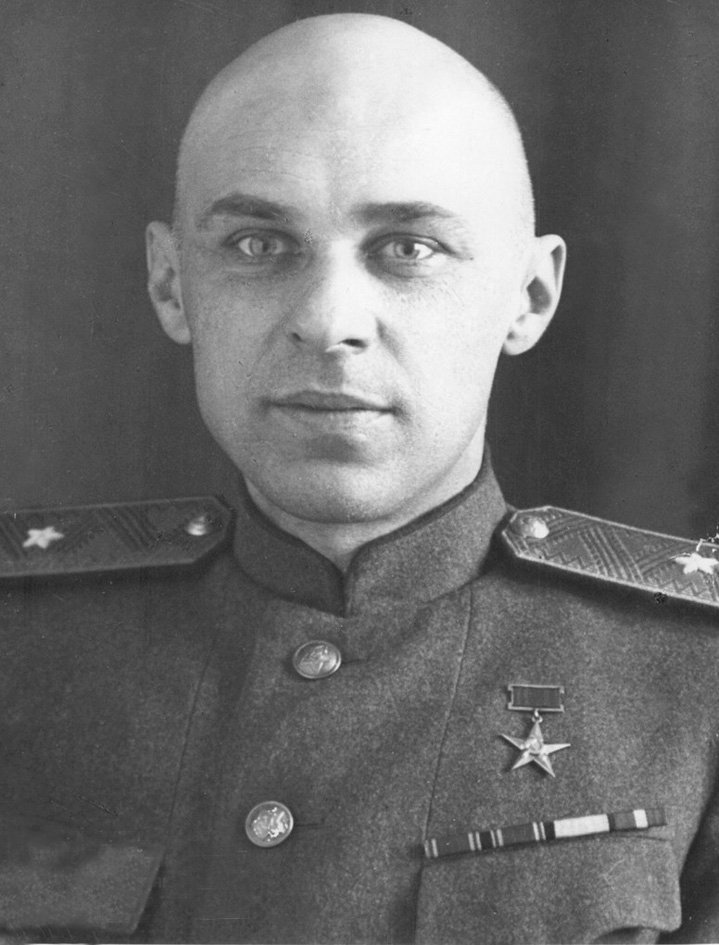
Олександр Морозов, ім'ям якого названо ХКБМ

19 грудня 1939 року новітній Т-34 було прийнято на озброєння ще до виготовлення дослідних зразків, оскільки його втілений у залізі попередник А-32 показав високі характеристики на випробуваннях. Перші дослідні танки Т-34 виготовили в січні 1940 року. Для ходового випробування в березні було організовано марш танками від Харкова до Москви своїм ходом, за важелями одного з танків був сам Кошкін. За танковий пробіг до Москви Кошкін поплатився здоров'ям, захворівши на пневмонію. 26 вересня 1940 року він помер і генеральним конструктором став його учень і соратник Олександр Морозов.
У червні 1940 року розпочалось серійне виробництво Т-34, і того ж місяця уряд СРСР ухвалив рішення розгорнути виробництво танка й на інших заводах: Сталінградському тракторному та Сормовському суднобудівному. Допомогу ХПЗ надав Євген Патон, який очолював Інститут електрозварювання АН СРСР: він запропонував заводу виготовити установку для автоматичного електрозварювання, яка допомогла прискорити виробництво. До кінця 1940 року КБ за наказом маршала Григорія Кулика розпочало роботу над покращеним танком Т-34М, позбавлених недоліків оригінальної «тридцятьчетвірки»: танк мав отримати торсіонну підвіску, зменшені котки з внутрішньою амортизацією, збільшену башту та інші покращення. Однак, на початку 1941 року її майже припинили через велике завантаження підприємства.
На 1941 рік відділ 520 налічував 106 осіб у 12 конструкторських групах. Заступниками Морозова були Микола Кучеренко та Олександр Колесніков.

### Німецько-радянська війна
1941 року почалася німецько-радянська війна. Знаючи про те, що в Харкові розташований один із центрів радянського танкобудування, Гітлер вважав місто одним із пріоритетних напрямків для наступу. Для цього було відведено частину сил від Москви.
У зв'язку зі швидким просуванням німецьких військ, уряд СРСР видав постанову № 667/СГКО від 12 вересня 1941 року, за якою розпочалось згортання заводу № 183 та його КБ з його подальшою евакуацією. Вже 28 жовтня 1941 німецькі війська зайняли Харків. Працівників, обладнання та документацію евакуювали до Уралвагонзаводу в місті Нижній Тагіл Свердловської області. Колишній Харківський паровозний завод № 183, Уралвагонзавод, Маріупольський металургійний і Московський верстатобудівний заводи об'єднали в єдиний Уральський танковий завод № 183. Його танкове КБ іменувалось відділом 520, як раніше в Харкові. Керівником відділу залишився Морозов. 8 грудня 1941 об'єднаний завод випустив перший Т-34.
Через втрату багатьох заводів-постачальників, виник дефіцит складників і матеріалів для нарощення виробництва танків. Для забезпечення випуску КБ доклало максимальних зусиль для заощадження дефіцитних кольорових металів, гуми, сталі та дротів. Всі деталі танка переглянули, бронзу замінювали чавуном, клепання замінювали зварюванням, а штампування — литтям. 765 найменувань деталей виключили з виробництва. Іншою причиною спрощення та здешевлення були вимоги ДКО та особисто Сталіна щодо нарощення темпів виробництва. Протягом війни працемісткість багатьох вузлів зменшилась у кілька разів, зокрема, бронекорпусу — в 5 разів.
Метод автоматичного зварювання під флюсом, винайдений у Київському інституті електрозварювання під проводом Євгена Патона, суттєво спростив виготовлення танків і був офіційно запроваджений у січні 1942 наказом Наркома танкової промисловості. Колектив інституту так само перебував у Нижньому Тагілі після евакуації та допомагав у поширенні цього методу. До кінця війни УТЗ виготовив понад 15 тисяч танків, тобто, близько половини всіх Т-34.

### Нові розробки воєнного періоду

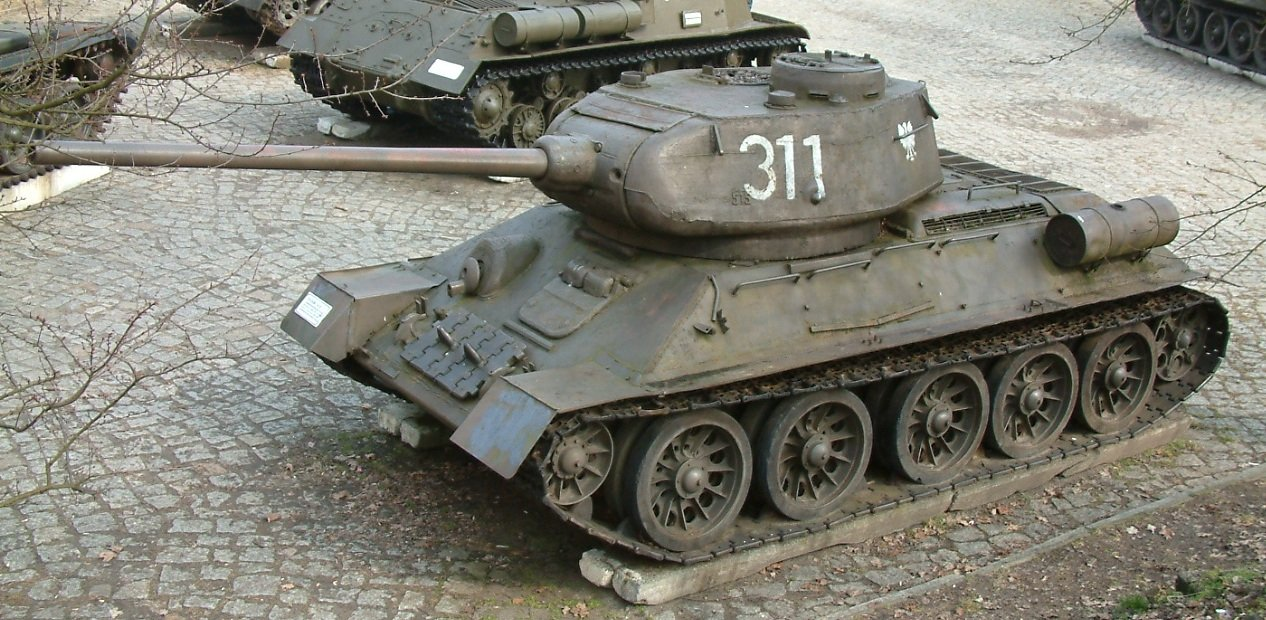
Т-34-85

Попри велике навантаження на КБ, вже у другій половині 1942 року, воно почало проєктувати новий танк з урахуванням бойового досвіду. В основу лягли напрацювання Т-34М, скасованого ще перед війною. Було передбачено встановлення нової трансмісії, нової башти, командирської башточки, торсіонної підвіски тощо. Танк отримав умовне позначення Т-43, у третьому кварталі 1943 року виготовили дослідний зразок, але далі того не пішло через відсутність великих переваг перед Т-34. Зокрема, його 76-мм гармата не задовольняла тогочасні потреби.
Поява 1943 року в Вермахті новітніх танків «Пантера» та «Тигр» з непробивним для 76-мм гармати Т-34 і Т-43 бронюванням призвела до нагальної потреби в потужнішому озброєнні. Державний комітет оборони поставив завдання, яке виконали в максимально короткий строк: 15 грудня 1943 року прийняли на озброєння Т-34-85 з 85-мм гарматою в дещо зміненій башті Т-43, а в березні 1944-го розпочалось його серійне виробництво.

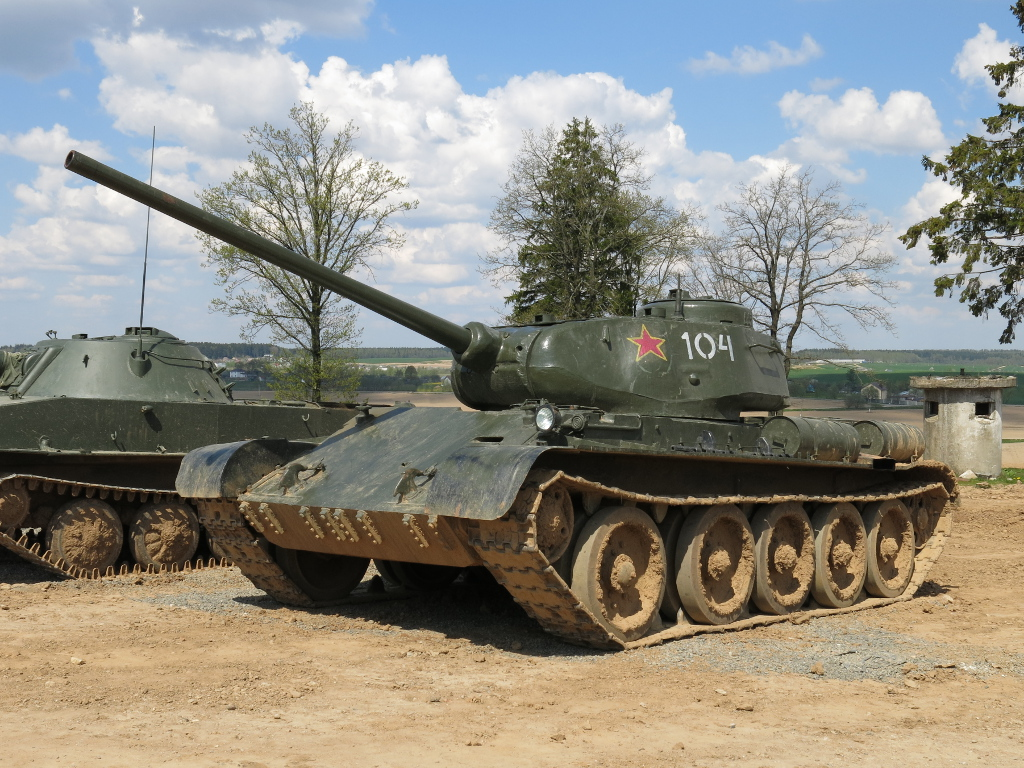
Т-44

Наприкінці 1942 року, паралельно з Т-43, було розпочато розробку принципово нового танка, який пізніше отримав назву Т-44. Він проєктувався одразу в трьох варіантах, з 85-мм, 100-мм і 122-мм гарматами. Крім того, він мав такі нововведення: встановлення двигуна впоперек для зменшення об'єму моторно-трансмісійного відділення, зміщена в бік корми башта, посилений лобовий бронезахист, торсіонна підвіска, виключення радиста-кулеметника з екіпажу. Випробування Т-44 з 85-мм гарматою були успішно завершені до кінця 1944 року. Вже тоді Морозов розмірковував над концепцією основного бойового танка, що поєднував би в собі броню та озброєння важкого танка з рухливістю та габаритами середнього. Його девізом став вислів «немає нічого дорожче, ніж перевозити заброньоване повітря».

| Немає нічого дорожче, ніж перевозити заброньоване повітря. Оригінальний текст (рос.) Нет ничего дороже, чем перевозить забронированный воздух. |
| — Олександр Морозов |

Оскільки Уральський танковий завод № 183 мав успішно налагоджене виробництво Т-34-85, то виготовлення новітнього танка передбачалось для харківського заводу після його відновлення. Відроджений завод отримав позначення № 75, виробництво на ньому розпочалось у червні 1945 року, тож Т-44 встигли відрядити тільки на радянсько-японський фронт.

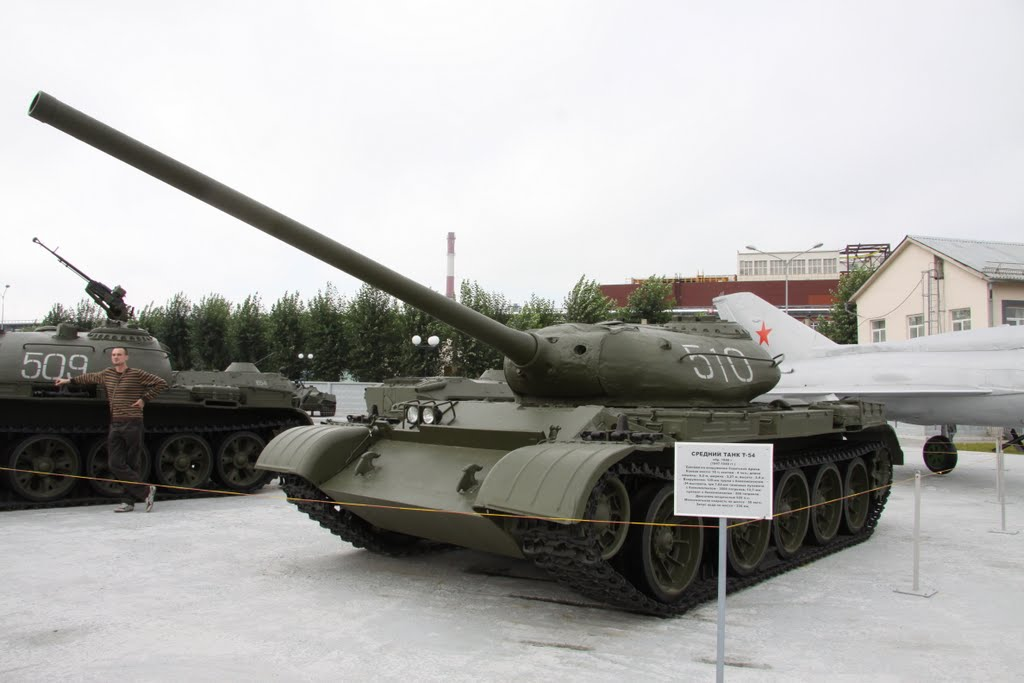
Ранній Т-54-1

Наприкінці війни КБ-520 паралельно з роботою над Т-34-85 та Т-44 розпочало розробку ще досконалішого танка з урахуванням досвіду бойового застосування танків у війні. Танк назвали Т-54, перші два дослідні зразки виготовили в першому кварталі 1945 року й того ж року випробували. Допрацювання документації й виправлення зауважень завершилось на початку 1946 року. На заводах № 183 та № 75 виробництво Т-54 розпочалось у 1947 та 1948 роках відповідно. Т-44 був танком воєнного часу на заміну Т-34-85, тому потребував дешевизни та технологічності, а не надійності та великого ресурсу. Натомість Т-54 був розроблений надійним і з високими показниками, що задовольняли післявоєнні вимоги для тривалої експлуатації.

### Повернення до Харкова
Після кінця війни та завершення робіт над Т-54 розпочалось поступове повернення КБ з Нижнього Тагілу до Харкова, де вже було відновлено танковий завод. 1951 року Олександра Морозова перевели до Харкова та призначили головним конструктором КБ-60М. Він знову прагнув створювати якісно новий танк, для цього було створено відділ нового проєктування під керівництвом Якова Барана, заступника головного конструктора. Тим часом у КБ-520 УВЗ, яке втратило значну частину фахівців через їхнє повернення до Харкова, під керівництвом Леоніда Карцева розпочались роботи з покращення Т-54: пізніше на його основі КБ-520 створить Т-55 і Т-62.
Таким чином, евакуація заводу № 183 та КБ створила в Нижньому Тагілі ще один танковий завод (Уральський танковий завод № 183, до та після війни — Уралвагонзавод, УВЗ) з великим танковим конструкторським бюро (КБ-520). Свій номер завод і КБ успадкували від ХПЗ. Відновлений танковий завод у Харкові отримав індекс № 75; це позначення раніше носив харківський завод, що виготовляв двигуни В-2 та був евакуйований у Челябінськ.

### Основний танк Т-64

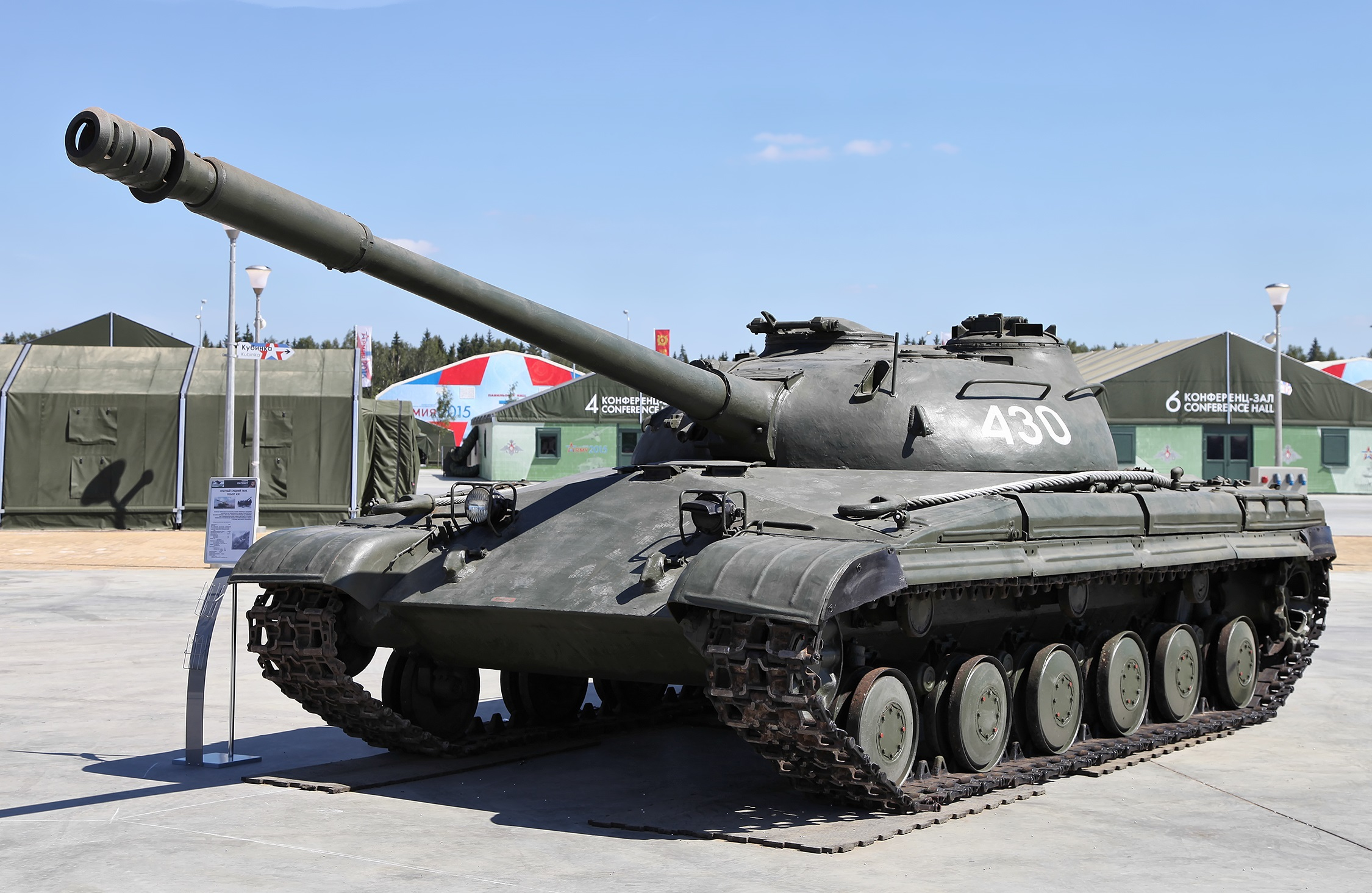
Об'єкт 430

Одним із головних принципів, якими керувався очільник КБ, був початок розробки нового танка одразу з прийняттям на озброєння попереднього: «майбутнє якомога раніше має лежати на столі конструктора, інакше воно спізниться». 15 жовтня 1947 року він записав у щоденнику, що прийняття танка Т-54 дозволяє взятись за розробку нового середнього танка, вже тоді згаданого як Т-64. На той момент за Наказом № 00258 від 29 вересня 1947-го також проводились роботи зі створення опозитного двигуна В-64. 1948 року ці роботи було припинено, але вже після повернення до Харкова Морозов повернувся до цієї ідеї, реалізованої в дещо іншому вигляді в танку «Об'єкт 416», але 1952 року всі роботи припинили через відсутність переваг у порівнянні зі СУ-100П.

| Майбутнє якомога раніше має лежати на столі конструктора, інакше воно запізниться! Оригінальний текст (рос.) Будущее как можно раньше должно лежать на столе конструктора, иначе оно опоздает! |
| — Олександр Морозов |

Ініціативні опрацювання компонування іншого нового танка завершили 1953 року. Передескізний проєкт схвалили вищі інстанції, роботу було офіційно організовано Постановою РМ СРСР № 598-265 від 2 квітня 1954 року. До кінця 1954 року було завершено ескізний проєкт танка, що отримав позначення «Об'єкт 430». Танк мав отримати спеціально створений двотактний двигун, розроблений дизельним КБ заводу (пізніше назване ХКБД). Проєкт передбачав також дві планетарні бортові трансмісії замість центральної КПП та ежекційне охолодження. Такі рішення скоротили об'єм моторно-трансмісійного відділення вдвічі, порівняно з Т-54. Також розроблявся важчий варіант — «Об'єкт 430У», що мав бойові можливості, близькі до таких у 46-тонного ІС-3 та 60-тонного ІС-4 за маси в 42 тонни. Об'єкти «430» та «430У» показали, що середній танк може досягнути параметрів важкого танка, що пізніше призвело до зміни концепції танкобудування в СРСР без поділу за масою.

1956 було створено технічний проєкт танка «Об'єкт 430», який отримав потужніший двигун 5ТД (розроблений дизельним КБ під керівництвом Олексія Чаромського), оптичний віддалемір, нічні оглядові прилади та нічний приціл, обладнання для підводного водіння танка тощо. Три дослідні танки завод (25 лютого 1957 завод № 75 перейменували на завод імені В. О. Малишева) виготовив 1957 року, наступного року почались усебічні випробування.

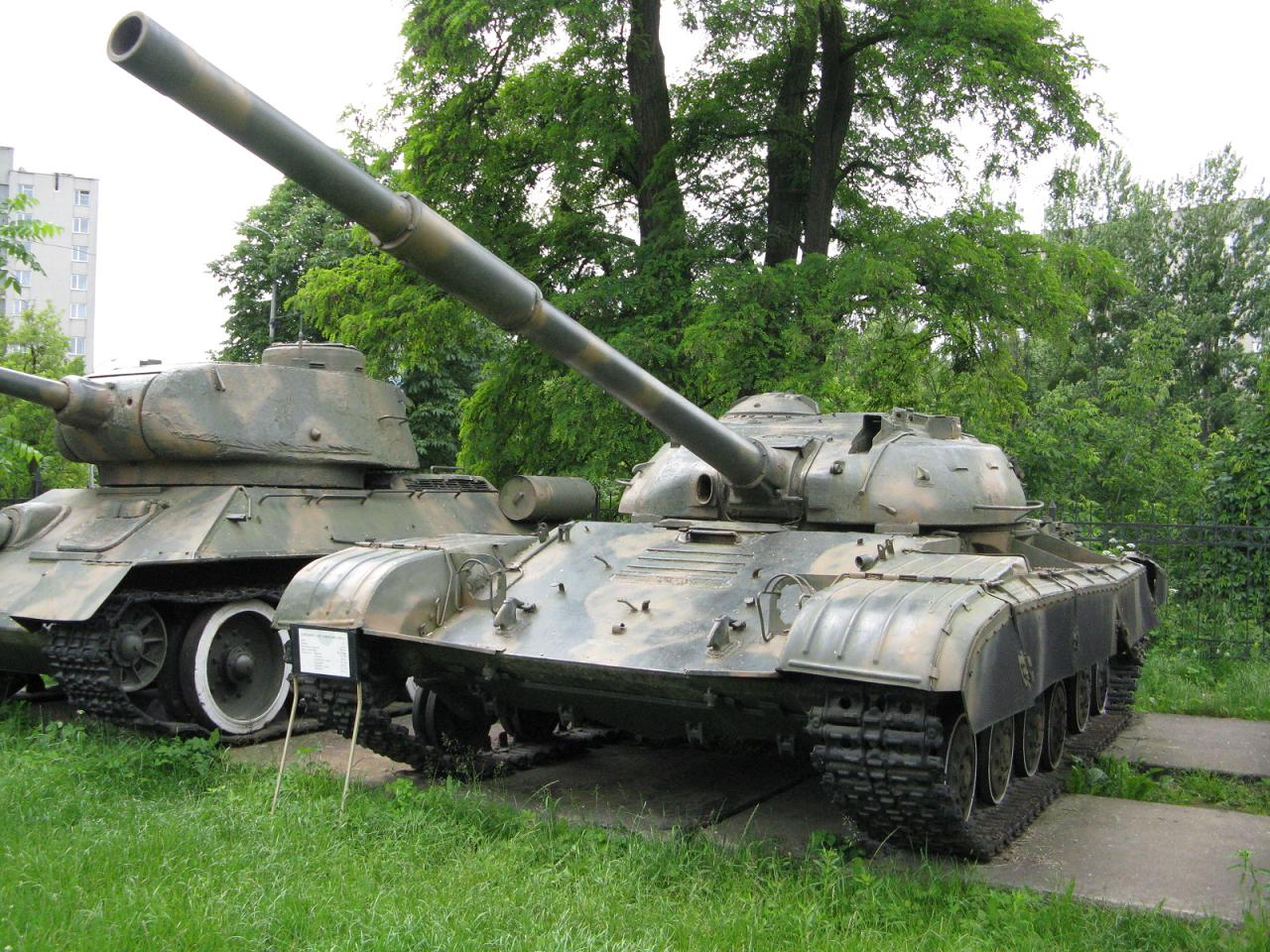
Ранній Т-64. Ліворуч від нього Т-34-85

Попри цілковиту новизну конструкції та виконання вимог ГБТУ, Морозов вважав виробництво недоцільним через те, що танк не мав рішучої переваги в характеристиках над Т-55, який готувався до серійного виробництва. Було заплановано підвищити рухливість танка встановленням форсованого двигуна 5ТДФ з потужністю 700 к.с. проти 580 к.с. у 5ТД та зниженням маси танка з 36 до 30,5 тонн. Для збільшення вогневої потужності встановили 115-мм гладкоствольну гармату й механізм автоматичного заряджання, що зменшив екіпаж з 4 до 3 осіб, а разом із ним — об'єм бойового відділення танка та його габарити. Оновлений танк отримав позначення «Об'єкт 432», його ескізний проєкт завершили 1960 року, 1961 року завершено технічний проєкт. Постановою № 141-58 від 17 лютого 1961 року уряд визначив створення новітнього танка на заводі імені Малишева. Також «Об'єкт 432» отримав багатошаровий комбінований броньовий захист і був прийнятий на озброєння під назвою Т-64.
Після прийняття на озброєння КБ продовжувало роботи щодо подальшого вдосконалення танка. Танк отримав 125-мм гладкоствольну гармату Д-81 (2А46), новий віддалемір, хімічний і радіаційний захист тощо. Нова модифікація отримала індекс «Об'єкт 434» і була прийнята на озброєння як Т-64А 1968 року. Деякі джерела вважають цей танк першим радянським основним бойовим танком, що повністю об'єднав у собі озброєння та захист важкого танка з рухливістю та невеликою (36,5 т) масою середнього танка. За розробку Т-64А головний конструктор Олександр Морозов отримав Ленінську премію.
1 січня 1966 року за Наказом міністра оборонної промисловості № 62 від 6 травня 1965 року танкове конструкторське бюро (відділ 60) та дослідний цех танкового виробництва (цех 190) об'єднали в самостійне підприємство «Харківське конструкторське бюро з машинобудування» (ХКБМ), начальником і головним конструктором якого призначили Олександра Морозова.
Оскільки було заплановано виготовляти Т-64А на трьох заводах (крім заводу імені Малишева, також на Уралвагонзаводі та Ленінградському Кіровському заводі, ЛКЗ), завод імені Малишева не міг забезпечити таку велику кількість двигунів 5ТДФ. Крім того, двигун початково мав нарікання щодо надійності. Тому було розроблено резервний варіант танка з двигуном В-45. КБ розробило низку дослідних зразків, один із яких, «Об'єкт 439», пізніше став основою для майбутнього Т-72, розробленого КБ УВЗ.

### Т-74
У 1970-х роках поставало питання щодо подальшого розвитку танків, тож КБ знову займалось ініціативною розробкою нового танка в межах проєкту «Новий середній танк» (НСТ) або «Тема 101». 1972 року Морозов підготував проєкт танка «Об'єкт 450», більш відомого як Т-74, з принципово іншим компонуванням та ізольованим від екіпажу озброєнням у незалюдненій башті. Танк мав складатись із п'яти герметичних відділень, що містили б окремо пальне, боєкомплект, озброєння, екіпаж та силову установку. Втім, вище керівництво не було готове до такого радикального рішення та його очікуваної вартості, Морозов був уже літнього віку, на межі виходу на пенсію, а в Ленінграді розробляли на основі Т-64 інший перспективний танк — Т-80.

### Розвиток Т-64

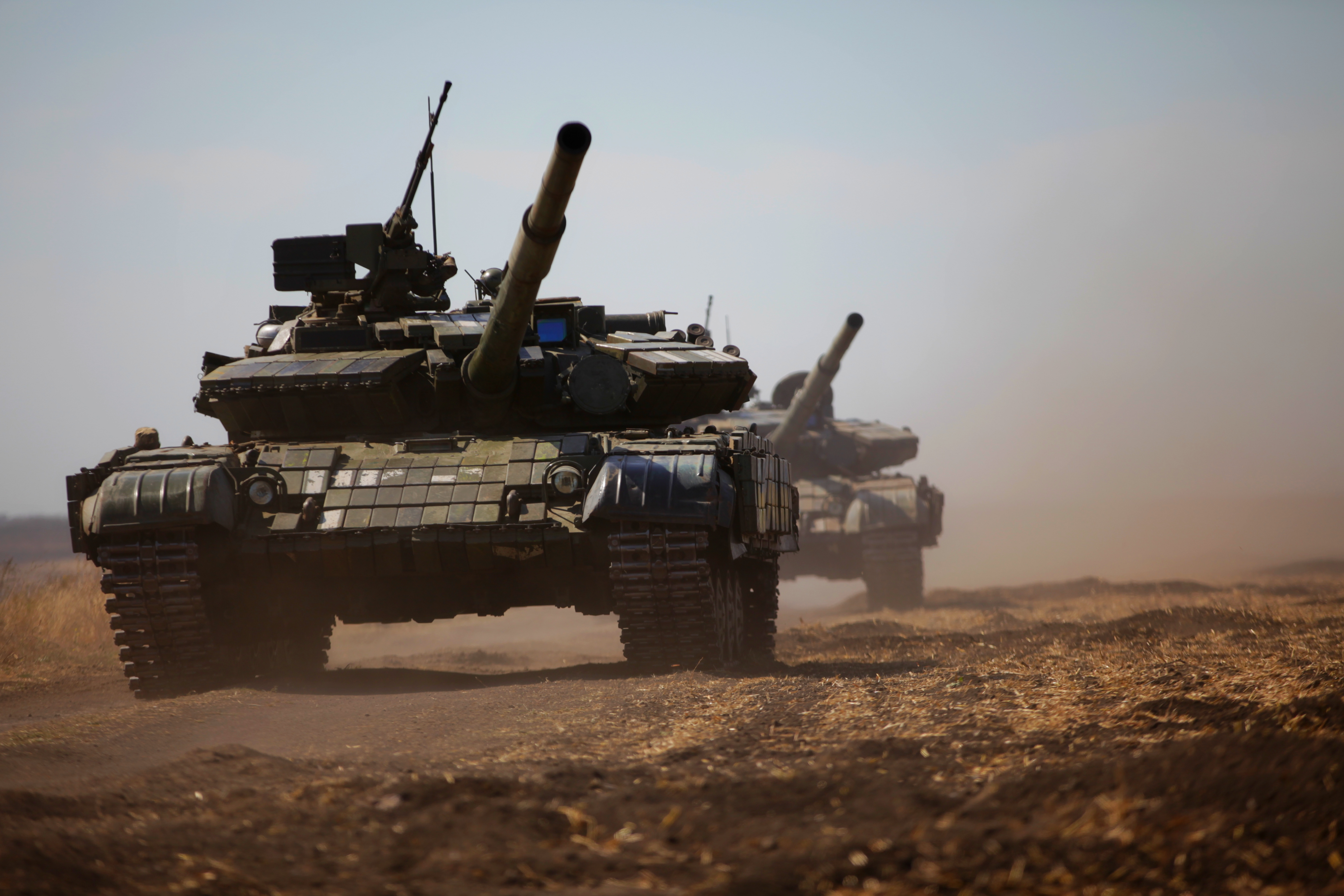
Т-64БВ на українській службі

У той час, як Морозов займався новим танком, перший заступник головного конструктора Микола Шомін керував роботами з покращення Т-64. 1973 року створено технічний проєкт Т-64А з керованим ракетним озброєнням, «Об'єкт 447». Крім того, танк отримав лазерний віддалемір, балістичний обчислювач та низку давачів для врахування умов стрільби. 1976 року «Об'єкт 447» та його аналог без керованого озброєння «Об'єкт 437» були прийняті на озброєння як Т-64Б та Т-64Б1 відповідно.
4 червня 1976 року Олександр Морозов залишив посаду головного конструктора за станом здоров'я, на його місце прийшов заступник Микола Шомін. Морозов працював у КБ від самого створення майже 50 років, із яких 36 був головним конструктором (з 1940). Після його смерті 1979 року ХКБМ отримало ім'я О. О. Морозова.
Протягом 1974—1979 років було створено та випробувано Т-64 з новітнім двигуном 6ТД-1 розробки ХКБД і баштою нової конструкції — «Об'єкт 476». На основі цього досвіду КБ розробило технічний проєкт ремоторизації Т-64 на двигун 6ТД-1. 1983 року танки Т-64А, Т-64АК, Т-64Б та Т-64Б1 з двигуном 6ТД-1 було прийнято на озброєння СРСР під назвами Т-64АМ, Т-64АКМ, Т-64БМ та Т-64Б1М відповідно, однак їхнє виробництво так і не почалось.
Упродовж 1981—1983 років КБ розробило проєкти встановлення на танк динамічного захисту, перший такий танк виготовили 1984 року, а в січні 1985 Т-64Б з динамічним захистом «Контакт-1» було прийнято на озброєння під назвою Т-64БВ.
Також у 1984—1986 роках були розроблені та випробувані міцніші та дешевші зварно-катані башти, але тоді вони не набули розвитку через уже налагоджене лиття башт.

### Т-80УД

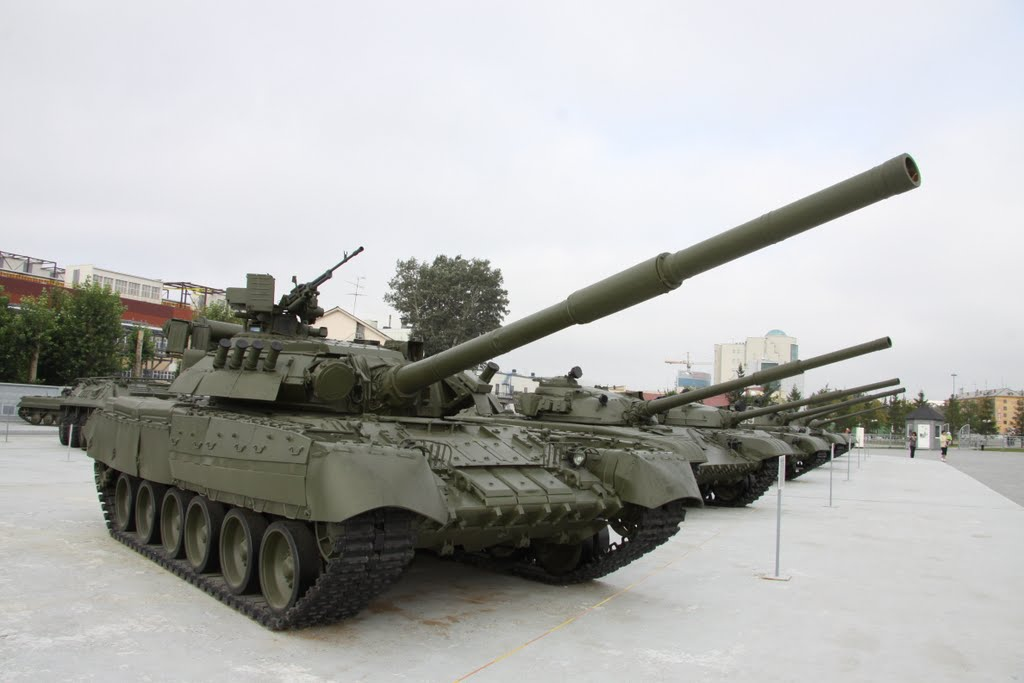
Т-80УД

1976 року на озброєння Радянської армії прийняли Т-80. Його розробили на Ленінградському Кіровському заводі (ЛКЗ) під керівництвом Миколи Попова на основі Т-64, однак замість дизельного двигуна танк отримав значно потужніший газотурбінний двигун (ГТД). Міністр оборони Дмитро Устинов вважав, що саме газотурбінний Т-80 (у версії Т-80У) мав стати в 1980-х єдиним основним бойовим танком і домігся планів його випуску на всіх основних заводах включно з ХЗТМ. Втім, ГТД мав дуже велику витрату пального та початково був ненадійним, тому інші КБ розглядали резервні варіанти цього танка. Власне, ХКБМ вже 1976 року створило ескізний проєкт «Об'єкт 478», який поєднував корпус і шасі Т-80, новітнє бойове відділення та моторно-трансмісійне відділення з двигуном 6ТД-1 від «Об'єкта 476». ХКБД, ХКБМ і ХЗТМ прагнули виготовляти хоч би й Т-80, але з харківським дизельним двигуном 6ТД-1.
Зрештою, вище керівництво вирішило, що Т-80У має отримати башту від харківського «Об'єкта 476». Таким чином, ХКБМ під керівництвом Шоміна відповідало за башту та озброєння, а ленінградське КБ під керівництвом Попова відповідало за корпус, ходову та проєкт загалом. Передбачалось виготовлення ГТД на ХЗТМ, однак це не вдалось, тому варіант з 6ТД не відкидався. Зрештою, в середині 1980-х зміни в вищому керівництві СРСР дозволили повноцінно розгорнути розробку та виробництво дизельного Т-80 — Т-80УД. Танк став вдалим поєднанням витривалого шасі Т-80, значно технологічнішого та економнішого харківського дизеля та найсучасніших в СРСР рішень з озброєння та бронювання, реалізованих на Т-80У. Повноцінне серійне виробництво Т-80УД, яке почалось 1987 року, замінило собою виробництво Т-64, що тривало на ХЗТМ понад 20 років.

### Перспективні танки 1980-х
Попри те, що Шомін припинив роботи щодо Т-74, на початку 1980-х він і сам розпочав роботу над створенням нового перспективного танка. Проєкт отримав назву «Боксер». На початку планувались два варіанти компонування: «Об'єкт 490» з двома членами екіпажу та «Об'єкт 490А» (розробник — син Олександра Морозова, Євген Морозов) з трьома членами екіпажу, в обох варіантах екіпаж розташовувався в низькопрофільній башті. 1982 року зупинились на створенні танка з трьома членами екіпажу та винесеною гарматою. Механік-водій розташовувався в лівій частині корпусу перед баштою, а навідник і командир на обертовій підлозі в лівій частині бойового відділення. Боєкомплект мав бути ізольований у правій частині бойового відділення. Всього виготовили два зразки, танк проходив випробування 1984 року.
1984 року через витік інформації назву проєкту змінили на «Молот». Новий варіант, «Об'єкт 477» за вказівкою з ГРАУ мав отримати гармату калібру 152 мм та дещо інше компонування, де навідник і командир розміщувались під баштою по обидва боки від гармати, а боєкомплект був у задньому секторі башти й за нею. Для перспективного танка розглядали найсучасніші на той момент рішення та системи, в тому числі активний захист. Випробування танка було заплановано на 1992 рік, але розпад СРСР призупинив цей процес.

## В Україні
Після здобуття Україною державної незалежності 1991 року ХКБМ опинилось у скрутному становищі. Напрацювання щодо техніки виявились непотрібними через відсутність головного замовника — Радянської армії. Наявність великого парку радянських танків призвела до того, що Збройним силам України не були потрібні нові моделі, тож з 1993 року ХКБМ почало налагоджувати контакти з іноземними замовниками. Значна кількість конструкторських бюро та НДІ, з якими велась співпраця в СРСР, опинились за кордоном, а спроби налагодити контакт із ними переважно не вдавались. Перед КБ постали питання щодо майбутніх напрямків розробок, співвиконавців дослідно-конструкторських робіт і виробництва, замовників техніки. З 1995 року ХКБМ почало брати участь на міжнародних виставках озброєнь, як IDEX.

### Танки

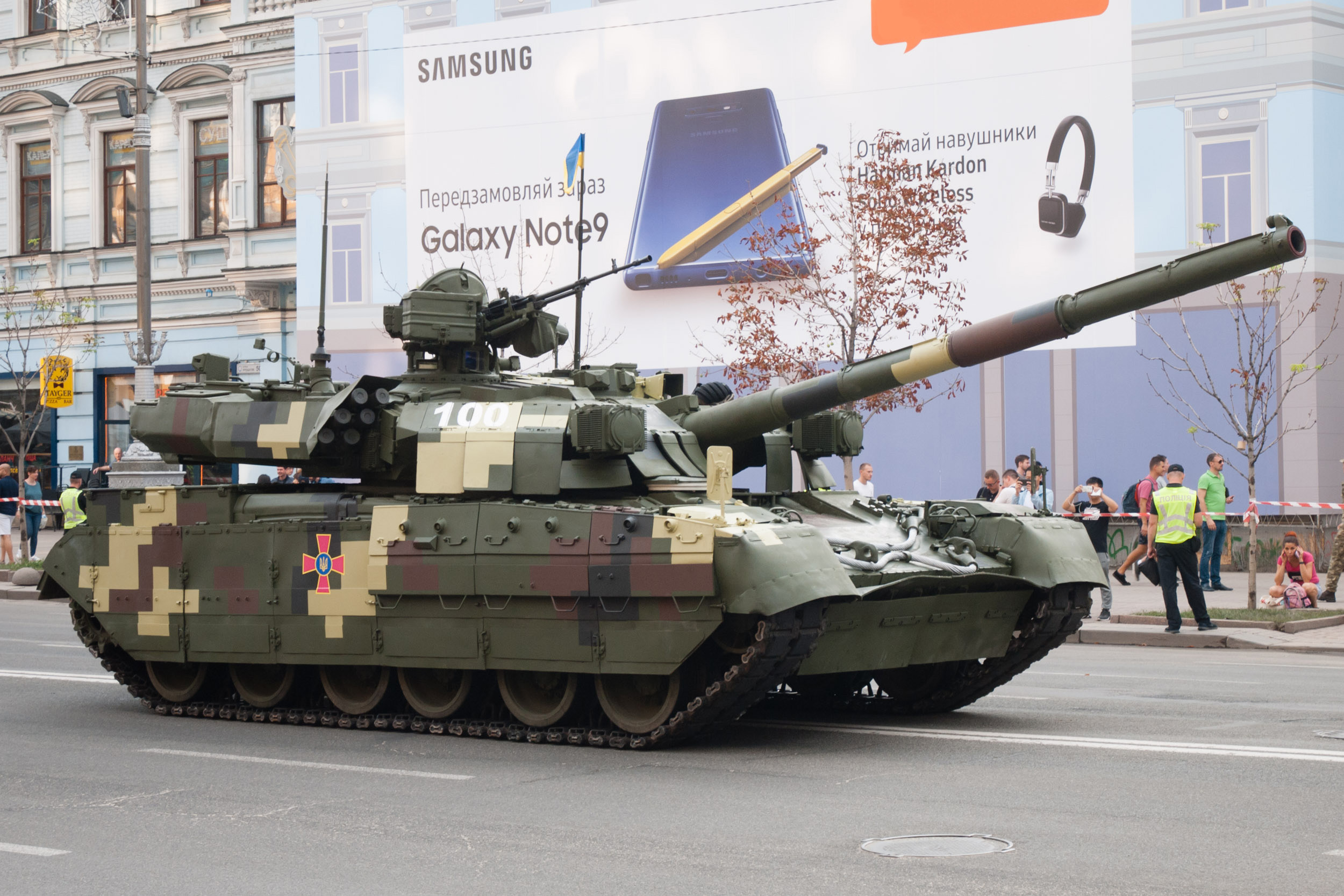
Т-84-120 «Ятаган»

Протягом 1990-х років ХКБМ мало два основні напрямки щодо танків: по-перше, організація замкненого в Україні циклу виробництва танка Т-80УД, близько 60 % складників якого за часів СРСР постачались з інших республік; по-друге, розробка нового танка Т-84. Для цього було потрібно сформувати знову цілу галузь танкобудування всередині України. Розвиток цих технологій дозволив реалізувати «пакистанський контракт», що передбачав постачання 320 танків Т-80УД до Пакистану, з яких близько половини виготовили з нуля. В тому числі ХКБМ розробило зварно-катану башту для обох танків.
Т-84 став розвитком Т-80УД з потужнішим двигуном, допоміжною силовою установкою, комплексом оптико-електронного придушення «Варта» й низкою інших новітніх технологій. Танк було прийнято на озброєння 2000 року, однак закупили лише 10 одиниць, експортні контракти на танк також не вдались.
На основі Т-84 у 2000 році було створено експортний Т-84-120 «Ятаган» для Туреччини зі 120-мм гарматою стандарту НАТО й автоматом заряджання в кормі башти, однак танк успіху не мав. Найдосконалішим представником родини Т-84 став «Оплот-М», прийнятий на озброєння ЗСУ 2009 року, який отримав комплексну систему керування рухом, панорамний приціл командира ПНК-6, тепловізійний приціл, новий динамічний захист і низку інших суттєвих покращень. Цей танк був прийнятий на озброєння ЗСУ 2009 року, але в українське військо так і не потрапив через незавершеність імпортозаміщення російських складових. 2016 року в ХКБМ відкрили програму «Бастіон», котра передбачала переведення на нову елементну базу прицільних комплексів. Через російсько-українську війну виникли проблеми зі складовими і, як наслідок, із постачанням 49 танків до Таїланду за контрактом 2011 року, однак контракт усе ж вдалось завершити 2018 року.
Напрацювання робіт з Т-84 на початку 2000-х років лягли в основу БМ «Булат», глибокої модернізації Т-64Б. Іншим перспективним варіантом розвитку Т-64 від ХКБМ є програма «Краб», але розробка цього проєкту зайняла дуже багато часу: станом на 2020 рік ХКБМ потребувало ще близько 5 років, що було неприйнятно для Міноборони.
Іншим напрямком, у якому працювало ХКБМ, було продовження робіт за танком «Молот», який отримав назву «Нота». Станом на 2021 рік роботи з розробки танка тривали.
Крім розробки нових танків, КБ розробляло проєкти глибокої модернізації для Т-54, Т-55 (Т-55АГМ, Tifon 2), Т-62, Т-64 та Т-72 (Т-72-120, Т-72АГ/АМГ/УМГ), що могли б здійснюватись на танкоремонтних заводах. Існували й експортні проєкти модернізації танків M60 (наприклад M60A3-84), в тому числі зі встановленням 120-мм гармати КБМ2 з автоматом заряджання за типом «Ятагана» (або й башти від цього танка) та двигуна 6ТД.

### Колісна техніка

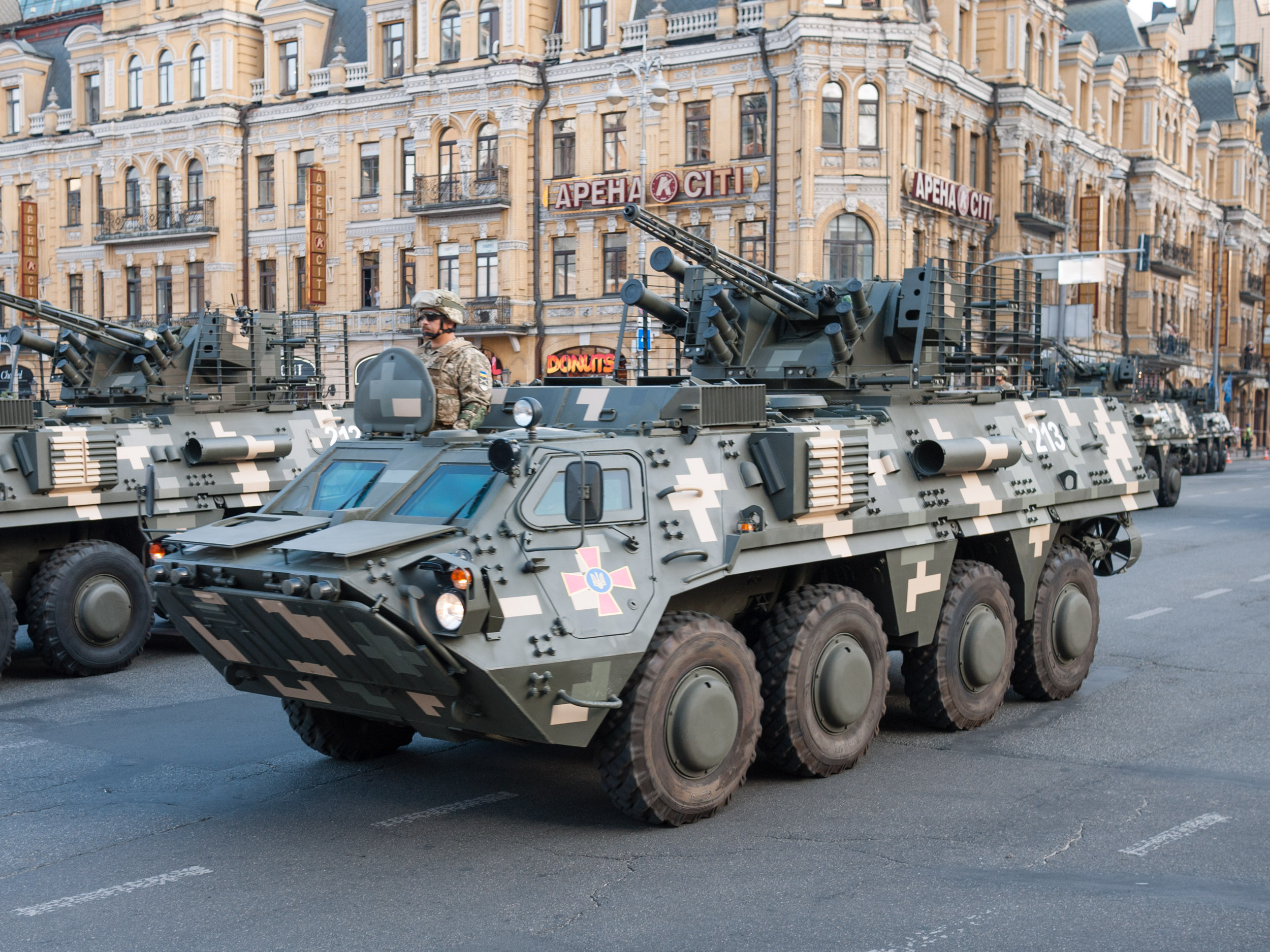
БТР-4

У 1990-х було створено проєкти з модернізації й ремоторизації колісної техніки, як БТР-60, БТР-70 та БРДМ-2 з заміною бензинових двигунів на дизельні. Накопичений досвід дозволив створити власні зразки, першим з яких став БТР-ДА, або ж БТР-3, вперше представлений на IDEX-2001. Проєкт фінансувала компанія ADCOD з Об'єднаних Арабських Еміратів. БТР-3 є вдосконаленим БТР-80 з бойовим модулем «Шквал», дизельним двигуном Deutz, автоматичною трансмісією Allison і шинами Michelin. Перша презентація відбулась на IDEX-2001. 2002 року було розроблено БТР-3Е з двигуном УДТ-20 і механічною трансмісією. Було розроблено й низку інших варіантів. Виготовлення здійснювалось на ДП «КБТЗ». Різні моделі родини БТР-3 постачались до М'янми, Нігерії, Таїланду та інших країн, а 2015 року кілька варіантів БТР-3 було допущено до експлуатації в ЗСУ.
БТР-3 був суттєвими покращенням БТР-80, однак зберігав частину його вад. Тому 2003 року в ХКБМ вирішили розробити новий колісний бронетранспортер БТР-4 з компонуванням, відмінним від радянських машин: моторно-трансмісійне відділення розташоване в центральній частині машини, між відділеннями керування та десанту. Таким чином стало можливим розмістити в кормі машини апарель для входу та виходу. Передбачалось виготовлення в різних комбінаціях (як то командирська, командно-штабна, БРЕМ-4, БММ-4С тощо) та можливість встановлення різних бойових модулів. 2007 року Міністерство оборони уклало з ХКБМ контракт на створення БТР-4 відповідно до вимог тактико-технічного завдання. Причиною припинення робіт стали позитивні відгуки щодо БТР-4Е, який було прийнято на озброєння ЗСУ.
2018 року ХКБМ власним коштом відремонтувало виробничий цех, який кількадесят років не був задіяний, закупило обладнання та запустило власне виробництво корпусів для БТР-4. У 2019 році перший БТР-4 з корпусом виробництва «ХКБМ» успішно пройшов комплексні випробування, що дозволило перейти до серійного виготовлення чергової партії БТР-4 із використанням власних корпусів.
Ще однією колісною машиною ХКБМ став бронеавтомобіль «Дозор-Б», прийнятий на озброєння 2020 року.

### Інші розробки

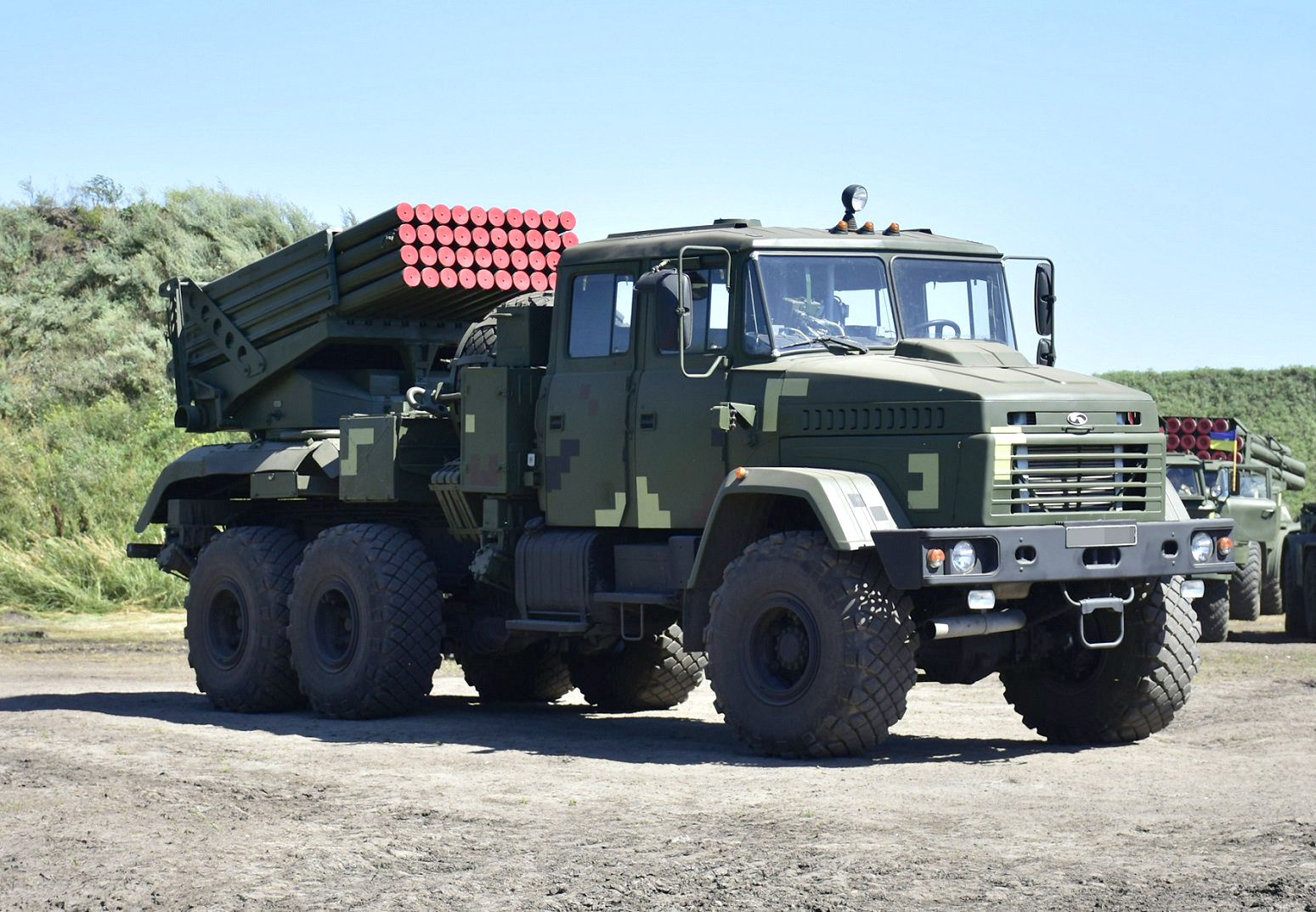
«Верба»

У 1990-ті роки ХКБМ розробило та виготовило низку динамічних тренажерів для танків і БМП, які постачались на оснащення навчальних частин ЗСУ та на експорт.
З 2001 року ХКБМ і ХАРЗ розробляли український варіант БМ-21 «Град», БМ-21К, що став першою українською РСЗВ. Машину представили 2009 року. У 2015 з'явилась інша РСЗВ розробки ХКБМ — «Верба». Машину було прийнято на озброєння 2019 року.
З 2013 року ХКБМ вело розробку важкого шестивісного шасі для оперативно-тактичного ракетного комплексу «Грім-2» на замовлення КБ «Південне».
2017 року КБ заявило про розробку першої української бойової машини піхоти БМП-У.
2018 року було розпочато серійне виробництво БРЕМ-84 «Атлет» розробки ХКБМ.
Також на ХКБМ розроблено бойові модулі «Штурм», «Парус» і низку інших.

## Пов'язані конструкторські бюро
1962 року до складу ХКБМ включили заводський відділ № 62, який розробляв вогнеметні танки під керівництвом Федора Мостового. Цей відділ створив ОТ-54, ТО-55 та дослідний «Об'єкт 483». Ці машини виготовляв ОЗТМ.
Наказом міністра оборонної промисловості № 328 від 27 травня 1987 відділ 61 заводу імені Малишева було включено до складу ХКБМ. Це конструкторське бюро розробляло гусеничні тягачі та інженерні машини. Історія створення тягачів на заводі сягає 1924 року, коли розпочалось виробництва трактора «Комунар»; пізніше це КБ розробило тягачі «Комінтерн», «Ворошиловець», АТ-42, АТ-45, АТ-Т, МТ-Т, та низку спеціальних машин, у тому числі й антарктичний всюдихід «Харків'янка».

## Внесок у танкобудування
Протягом переважної частини історії СРСР Харків був одним із небагатьох танкобудівних центрів-конкурентів з власним танковим КБ та єдиним з них не на території РРФСР. Завдяки ХКБМ у Харкові з'явилась самобутня науково-технічна школа танкобудування, яку називають харківською або українською школою. Вона почалась із танків серії БТ, а її основи заклали Опанас Фірсов і Михайло Кошкін, після їх смерті справу продовжив Олександр Морозов, який очолював конструкторське бюро з 1940 до 1976 року.
На 1938 рік у СРСР таких центрів було два — крім Харкова це був також і Ленінград, де діяли три взаємно пов'язані заводи: завод № 174 імені Ворошилова, завод № 100 «Більшовик», Кіровський завод № 185; ці заводи виготовляли інші відомі радянські танки, зокрема Т-26 та КВ-1. Під час німецько-радянської війни заводи з обох міст було евакуйовано до Нижнього Тагілу на Уралвагонзавод і до Челябінська на ЧТЗ відповідно. Нижньотагільський завод, знаний у часи війни як «Уральський танковий завод», виготовляв Т-34 і Т-34-85, тоді як челябінський отримав неформальну назву «Танкоград» і прославився танками ІС-2 та ІС-3.
Харківські БТ разом з ленінградськими Т-26 були основою РСЧА на початок німецько-радянської війни. Т-34 на момент своєї появи мав видатні характеристики завдяки протиснарядному бронюванню та потужному озброєнню. А Т-34-85, розроблений КБ-520 під час перебування в евакуації став одним із символів радянської армії в Другій світовій війні. В радянських і пострадянських джерелах його називають «зброєю перемоги» та «найкращим танком війни», завдяки високим бойовим якостям і дуже низькій вартості виробництва. Розвитком Т-34-85 став Т-54, який був прийнятий на озброєння 1947 року й використовується досі, а на його основі в Уралвагонзаводі створили ще успішніші Т-55 і Т-62.
Після завершення війни центрів танкобудування з власними КБ було чотири: Ленінградський Кіровський завод (ЛКЗ), Уралвагонзавод (УВЗ), Харківський завод транспортного машинобудування (ХЗТМ) та Челябінський тракторний завод (ЧТЗ). До появи Т-64 ЛКЗ і ЧТЗ займались розробкою важких танків, УВЗ продовжував розробку танків на основі Т-54, якими стали Т-55 і Т-62, тоді як у Харкові тривало створення новітнього Т-64. На 1970-ті роки ЧТЗ перестав займатись танками, відповідно й центрів танкобудування залишилось три.
Т-64 став революційним танком. Це був перший основний бойовий танк (ОБТ), що отримав механізм автоматичного заряджання, неметалеву броню та 125-мм гладкоствольну гармату. Відсутність заряджальника та компактна силова установка зробили танк значно меншим і легшим за його аналоги в СРСР і в інших країнах. Т-64 був секретним «елітним» танком, який не постачався на експорт за часів СРСР, і продовжує активну службу на цей день — зокрема, Т-64БВ складає основу танкового парку сучасної України. Т-64 ліг в основу всіх наступних радянських ОБТ, включно зі спрощеним і дешевим Т-72 розробки УВЗ та газотурбінним Т-80 розробки ЛКЗ — та їхніх українських і російських похідних. Американський дослідник Стівен Залоґа вважає його таким самим проривом для свого часу, яким у 1940-х став Т-34.
Після здобуття Україною державної незалежності ХКБМ забезпечило Україні статус однієї з небагатьох країн світу, що мають власні потужності з розробки та виробництва танків. Підприємство розробило нові технології для виробництва Т-80УД за замкненим в Україні циклом, створило танки Т-84 «Оплот» і «Оплот-М», нові версії Т-64, як «Булат». Якщо в СРСР підприємство займалось в основному танками, то відсутність потреби в них в Україні призвела до появи в КБ великої кількості напрямків, в тому числі БМП, колісні машини, тренажери для екіпажів, РСЗВ тощо.

## Список виробів
Нижче наведено список найвідоміших зразків техніки, розроблених у ХКБМ і бюро, що увійшли до його складу:
- Легкі танки: Т-24, серія БТ: БТ-2, БТ-5, БТ-7.
- Середні танки: Т-34, Т-34-85, Т-44, Т-54.
- Основні бойові танки: Т-64, Т-80УД, «Молот»/«Нота», Т-84 «Оплот», Т-84-120 «Ятаган», Т-64БМ «Булат», «Оплот-М».
- Інші гусеничні машини: АТ-Т, МТ-Т, БРЕМ-84.
- Колісні машини: БТР-3, БТР-4, «Дозор-Б».

На основі виробів ХКБМ інші КБ розробили таку техніку: Т-55, Т-62, Т-72, Т-80, Т-80У.

## Керівники
- Алексенко Іван Никанорович(інші мови) (січень 1928 — 1931)[87][1]
- Фірсов Афанасій Осипович (грудень 1931 — грудень 1936 #)[10][2]
- Кошкін Михайло Ілліч (грудень 1936 — вересень 1940 †[en])[прим. 7][10][2]
- Морозов Олександр Олександрович (1940 — травень 1976)[10][23]
- Шомін Микола Олександрович (травень 1976 — 1990)[6]
- Борисюк Михайло Дем'янович (1990 — червень 2011)[88]
- Вакуленко Володимир Вікторович (в. о., червень 2011 — січень 2012)[89]
- Веретенников Олександр Іванович (січень 2012 — 2015)[90]
- Мормило Яков Михайлович (2015 — січень 2017)[91][92]
- Бабіч Олексій Олександрович (лютий 2017 — жовтень 2019)[91][93][94]
- Жадан Володимир Андрійович (жовтень — грудень 2019)[91]
- Мормило Яков Михайлович (з 16 грудня 2019 року)[91][95]

## Техніка на випробувальному полігоні
На території ХКБМ розташована ділянка полігонних випробувань № 190 (рос. участок полигонных испытаний № 190, УПИ-190), на якій перебуває значна кількість рідкісних дослідних зразків техніки, серед яких: Т-80УД з елементами ходової Т-64, кілька прототипів танка «Боксер»/«Молот»/«Нота», Т-72-120, кілька важких БМП і БМПТ на шасі танків Т-55, Т-64 і Т-80, кілька колісних бронетранспортерів на танкових шасі, Тайфун-2, БМТ-72 та інша техніка.